# Астињано (Пескара)
Астињано (итал. Astignano) је насеље у Италији у округу Пескара, региону Абруцо.
Према процени из 2011. у насељу је живело 21 становника. Насеље се налази на надморској висини од 116 м.